# Ізоляція рудникової пожежі

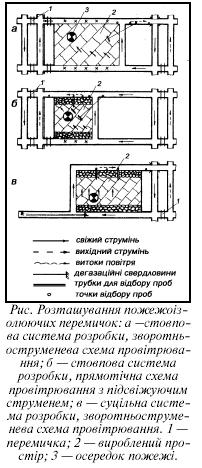
Розташування перемички.JPG

Загальний вигляд перемички.JPG

Ізоляція рудникової пожежі (рос. изоляция рудничного пожара, англ. mining-fire confinement, isolation of mining conflagration, нім. Grubenbrandabdämmung f) — відокремлення осередку пожежі від прилеглих виробок з метою припинення доступу до нього свіжого повітря. Герметизація дільниці з пожежею може бути досягнута: встановленням ізолюючих перемичок, замулюванням тріщин у ціликах і породах, що відокремлюють дільницю від прилеглих виробок, засипкою провалів і тріщин на поверхні.

## Ізолюючі споруди
Ізолюючі споруди (рос. изолирующие сооружения, англ. isolating structures,нім. isolierende Bauwerke n pl, Isolieresbau m) — споруди, призначені для ізоляції відпрацьованих або пожежонебезпечних ділянок від гірничих виробок, які до них прилягають.